# Zach Gilford
Zach Gilford (* 14. Januar 1982 in Evanston, Illinois) ist ein US-amerikanischer Schauspieler, der vor allem durch seine Rolle als Matt Saracen in der vielgelobten NBC-Fernsehserie Friday Night Lights bekannt ist.

## Leben
Zach Gilford wuchs mit seinem Vater Steve, seiner Mutter Anne und zwei Schwestern nördlich von Chicago, in Evanston auf. Er besuchte bis 2000 die Evanston Township High School, an der seine Mutter arbeitet. Anschließend studierte er bis 2004 an der Northwestern University Pädagogik und Darstellende Kunst. Daraufhin zog er nach New York, um seine Schauspielkarriere weiter zu verfolgen. Dort hatte Gilford 2005 mit einem Gastauftritt in der Fernsehserie Law & Order: Special Victims Unit sein Fernsehdebüt. Ein Jahr später folgte sein Spielfilmdebüt mit dem Film The Last Winter, der eine Nominierung für den Gotham Award in der Kategorie Bestes Schauspielensemble erhielt.
Bei einem Casting in New York für die damals neue NBC-Fernsehserie Friday Night Lights sprach Gilford ursprünglich für Tim Riggins vor. In Los Angeles wurde er später gebeten, für die Rolle des Matt Saracen vorzusprechen, die er letztendlich erhielt. Die Football-Serie Friday Night Lights wird von Kritikern hoch angesehen und erhielt mehrere Emmy-Nominierungen und Auszeichnungen. Bis zur dritten Staffel war Gilford Teil der Hauptbesetzung der Serie, in den folgenden zwei Staffeln hatte er noch einige Gastauftritte.
Nach dem Ende von Friday Night Lights erhielt Gilford 2011 eine Hauptrolle als Dr. Tommy Fuller in der Ärzte-Serie Off the Map. Die ABC-Fernsehserie wurde jedoch nach einer kurzen Staffel mit 13 Episoden eingestellt. Auch die Fox-Ärzteserie The Mob Doctor, in der Gilford 2012 bis 2013 in einer Hauptrolle als Dr. Brett Robinson zu sehen war, endete nach 13 Folgen. 2014 spielte er zusammen mit Allison Miller im Horrorfilm Devil’s Due – Teufelsbrut.
Im Dezember 2011 verlobte sich Zach Gilford mit der Schauspielerin Kiele Sanchez, ein Jahr später heirateten sie. Die beiden lernten sich 2010 am Set des erfolglosen ABC-Pilotfilms The Matadors kennen.

## Filmografie
- 2003: Handbook to Casual Stalking (Kurzfilm)
- 2005: Law & Order: Special Victims Unit (Fernsehserie, Folge 6x11 Falschaussagen)
- 2006: The Last Winter
- 2006–2011: Friday Night Lights (Fernsehserie, 62 Folgen)
- 2007: Rise: Blood Hunter
- 2009: (Traum)Job gesucht (Post Grad)
- 2009: Dare – Hab’ keine Angst. Tu’s einfach! (Dare)
- 2009: Grey’s Anatomy (Fernsehserie, Folge 5x23 Auf die Zukunft)
- 2010: Super – Shut Up, Crime! (Super)
- 2010: The River Why
- 2011: Answers to Nothing
- 2011: Off the Map (Fernsehserie, 13 Folgen)
- 2012: In Our Nature
- 2012–2013: The Mob Doctor (Fernsehserie, 13 Folgen)
- 2013: The Last Stand
- 2013: Crazy Kind of Love
- 2014: Devil’s Due – Teufelsbrut (Devil’s Due)
- 2014: The Purge: Anarchy
- 2014–2015: Drunk History (Fernsehserie, 2 Folgen)
- 2015: Stanistan (Fernsehfilm)
- 2015: Tim and Eric’s Bedtime Stories (Fernsehserie, Folge 1x09)
- 2016: The Family (Fernsehserie, 12 Folgen)
- 2017: Draftsville (Fernsehserie)
- 2017: Lifeline (Fernsehserie, 8 Folgen)
- 2017: Kingdom (Fernsehserie, 2 Folgen)
- 2018: This Close (Fernsehserie, 6 Folgen)
- 2018–2021: Good Girls (Fernsehserie, 16 Folgen)
- 2019–2020: L.A.’s Finest (Fernsehserie, 26 Folgen)
- 2021: Midnight Mass (Miniserie, 6 Folgen)
- 2022: Gänsehaut um Mitternacht (Sadegh Moharrami, Fernsehserie, 10 Folgen)
- 2022–2024: Criminal Minds (Fernsehserie, 15 Folgen)
- 2023: Der Untergang des Hauses Usher (The Fall of the House of Usher, Fernsehserie, 8 Folgen)